# Anne Jeffreys
Anne Jeffreys (Goldsboro, Észak-Karolina, 1923. január 26. – Los Angeles, Kalifornia, 2017. szeptember 27.) amerikai színésznő, énekesnő.

## Filmjei

### Mozifilmek
- Billy the Kid Trapped (1942)
- Yokel Boy (1942)
- Tarzan New Yorkban (Tarzan's New York Adventure) (1942)
- Moonlight Masquerade (1942)
- Olaf Laughs Last (1942, rövidfilm)
- I Married an Angel (1942)
- Joan of Ozark (1942)
- The Old Homestead (1942)
- Repülő Tigrisek (Flying Tigers) (1942)
- X Marks the Spot (1942)
- Chatterbox (1943)
- Calling Wild Bill Elliott (1943)
- The Man from Thunder River (1943)
- Crime Doctor (1943)
- Bordertown Gun Fighters (1943)
- Wagon Tracks West (1943)
- Overland Mail Robbery (1943)
- Death Valley Manhunt (1943)
- Mojave Firebrand (1944)
- Hidden Valley Outlaws (1944)
- Step Lively (1944)
- Nevada (1944)
- Dillinger (1945)
- Zombies on Broadway (1945)
- Those Endearing Young Charms (1945)
- Sing Your Way Home (1945)
- Dick Tracy (1945)
- Ding Dong Williams (1946)
- Step by Step (1946)
- Genius at Work (1946)
- Dick Tracy vs. Cueball (1946)
- Vacation in Reno (1946)
- Trail Street (1947)
- Riff-Raff (1947)
- Return of the Bad Men (1948)
- A fiúk átmulatott éjszakája (Boys' Night Out) (1962)
- Panic in the City (1968)
- Southern Double Cross (1976)
- Clifford (1994)
- Richard III (2007)
- Sins Expiation (2012)

### Tv-filmek
- Max Liebman Presents: The Merry Widow (1955)
- Max Liebman Presents: Dearest Enemy (1955)
- Two's Company (1965)
- Ghostbreakers (1967)
- Beggarman, Thief (1979)
- Üzenet Hollytól (A Message from Holly) (1992)
- Meurtres à l'Empire State Building (2008)

### Tv-sorozatok
- Four Star Revue (1951, egy epizódban)
- Musical Comedy Time (1951, egy epizódban)
- Topper (1953–1955, 78 epizódban)
- Lux Video Theatre (1956, egy epizódban)
- Star Stage (1956, egy epizódban)
- The Red Skelton Show (1956, egy epizódban)
- The 20th Century-Fox Hour (1957, egy epizódban)
- Cavalcade of America (1957, egy epizódban)
- Telephone Time (1957, egy epizódban)
- Wagon Train (1957, 1962, két epizódban)
- The Polly Bergen Show (1958, egy epizódban)
- Love That Jill (1958, 13 epizódban)
- Lux Playhouse (1959, egy epizódban)
- The Bob Cummings Show (1959, két epizódban)
- Dr. Kildare (1965, egy epizódban)
- Bonanza (1966, egy epizódban)
- The Man from U.N.C.L.E. (1966, egy epizódban)
- Tarzan (1967, egy epizódban)
- My Three Sons (1969, egy epizódban)
- Bright Promise (1969, egy epizódban)
- The Delphi Bureau (1972, egy epizódban)
- Love, American Style (1972, egy epizódban)
- Police Story (1975–1976, két epizódban)
- Flying High (1978, egy epizódban)
- Fantasy Island (1978–1982, három epizódban)
- Csillagközi romboló (Battlestar Galactica) (1979, egy epizódban)
- Vega$ (1979, egy epizódban)
- Buck Rogers in the 25th Century (1979, egy epizódban)
- Mr. Merlin (1982, egy epizódban)
- Falcon Crest (1982–1983, hét epizódban)
- Matt Houston (1983, egy epizódban)
- Hotel (1984, egy epizódban)
- Finder of Lost Loves (1984–1985, 23 epizódban)
- General Hospital (1984–2004, 361 epizódban)
- Gyilkos sorok (Murder, She Wrote) (1986, egy epizódban)
- L.A. Law (1992, egy epizódban)
- Baywatch (1993–1998, öt epizódban)
- Port Charles (1999–2003, 17 epizódban)
- Meg-boldogulni (Getting On) (2013, egy epizódban)